# Dhanushkodi

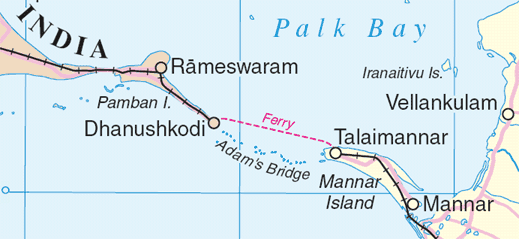
Karte mit Dhanuskodi vor 1964

Dhanushkodi (auch Danushkodi; Tamil: தனுஷ்கோடி Taṉuṣkōṭi [ˈd̪anuʂˌkoːɖi]; wörtl. „Ende des Bogens“) ist ein Ort an der Spitze der Insel Pamban im indischen Bundesstaat Tamil Nadu in der Meerenge zwischen Indien und Sri Lanka. Dhanushkodi war Endpunkt einer Bahnstrecke und Fährhafen, von dem Verbindungen nach Sri Lanka bestanden, ehe der Ort 1964 durch einen verheerenden Zyklon völlig zerstört wurde. Dhanushkodi wurde nach dem Zyklon nicht wieder aufgebaut, heute besteht an dem Ort nur noch eine kleine Fischersiedlung mit Andenken-Kiosken.

## Geografie

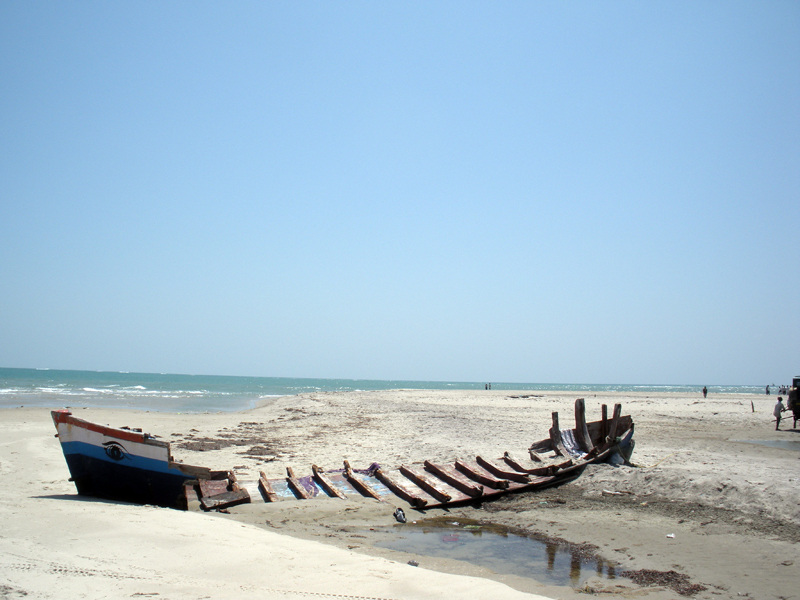
Strand bei Dhanushkodi

Dhanushkodi liegt 20 Kilometer südöstlich der Pilgerstadt Rameswaram etwa vier Kilometer vor dem Ende der sandigen Landzunge, die von der Insel Pamban in östlicher Richtung zur Adamsbrücke, einer Kette von Inseln und Sandbänken zwischen Indien und Sri Lanka, führt. Dhanushkodi ist derjenige Ort Indiens, der Sri Lanka am nächsten liegt: Die Entfernung nach Talaimannar an der Spitze der Insel Mannar am anderen Ende der Adamsbrücke beträgt nur 30 Kilometer.
Vom Zentrum der Insel Pamban führt seit 2017 eine asphaltierte Straße bis zum Ende der Landzunge, nachdem der ehemalige Sandweg wegen des Andrangs der vielen Pilger ausgebaut wurde. Der heutige Ort Dhanushkodi besteht aus einigen strohgedeckten Fischerhütten, bescheidenen Gebetsstätten, Getränkestände und Andenken-Kiosken sowie verschiedenen Mauerresten, u. a. eines Bahnhofs, einer Kirche, eines Wassertanks und eines Postamtes. Die Einwohnerzahl dürfte weniger als 500 betragen.

## Religiöse Bedeutung

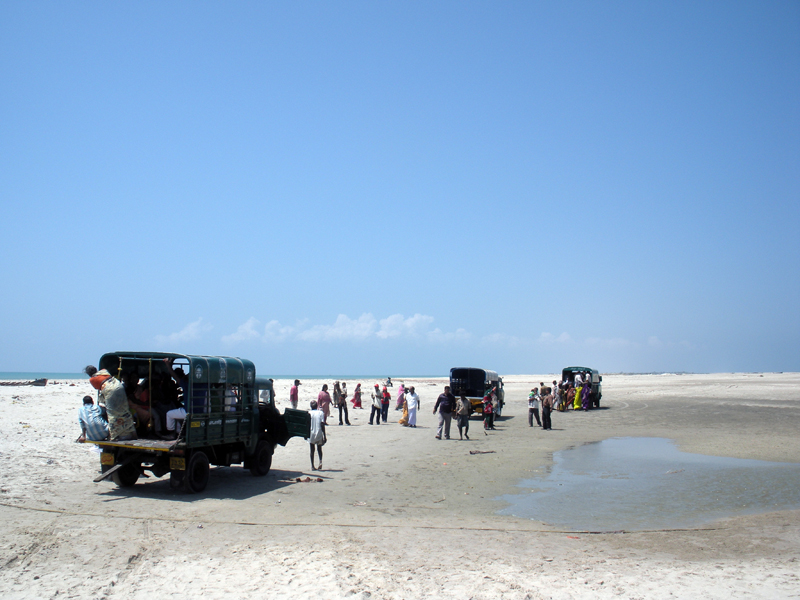
Früher transportierten Lastwagen die Besucher nach Dhanushkodi

Dhanushkodi hat für Hindus eine religiöse Bedeutung. Die Adamsbrücke (oder Rama-Brücke) wird mit der Brücke identifiziert, die Gott Rama laut dem Epos Ramayana nach Lanka bauen ließ, um seine Frau Sita aus der Entführung durch den Dämonenkönig Ravana zu retten. Der Name des Ortes wird von dem Bogen Ramas abgeleitet, mit dessen Ende Rama den Ort bezeichnet haben soll, von dem aus die Brücke gebaut werden sollte. Viele Pilger verbinden die Wallfahrt nach Rameswaram mit einem Bad im Meer bei Dhanushkodi, wo sich die Gewässer des Golfes von Bengalen und des Indischen Ozeans vereinen.

## Zyklon 1964
Bis 1964 war Dhanushkodi neben Rameswaram der wichtigste Ort der Insel. Der Ort verfügte über einen Bahnhof, der Endpunkt einer aus Chennai (Madras) über Madurai kommenden Eisenbahnlinie war, und einen Fährhafen, von dem Passagierfähren nach Talaimannar auf Sri Lanka führten. Der Indo-Ceylon Express der Southern Railway, damals auch Boat Mail genannt, fuhr regelmäßig die 675 Kilometer lange Strecke vom Bahnhof Egmore in Chennai zum Dhanushkodi-Pier. Die Zugfahrt dauerte 19 Stunden. Von Dhanushkodi legte dann das Fährschiff ab, das für die Fahrt nach Talaimannar etwa dreieinhalb Stunden brauchte. Von Talaimannar konnte man mit der Northern Line nach Colombo weiterfahren.
In der Nacht vom 22. auf den 23. Dezember 1964 wurde Dhanushkodi (ebenso wie die ganze Insel) von einem Zyklon mit extremen Windgeschwindigkeiten und mehrere Meter hohen Wellen getroffen. Die Landzunge wurde überschwemmt. Ein gerade in den Bahnhof einfahrender Zug wurde zerstört, hierbei starben 128 Menschen. Der Ort, die Eisenbahn- und Kaianlagen wurden buchstäblich ins Meer gespült. Die Zahl der Opfer wurde auf mehr als 1800 geschätzt.
Der Ort ist nicht mehr aufgebaut worden. Die Fährverbindung, die durch die ebenfalls zerstörten Pieranlagen an beiden Enden der Strecke unterbrochen wurde, wurde später durch eine Fähre zwischen Rameswaram und Talaimannar ersetzt, die allerdings 1984/85 wegen des Bürgerkriegs in Sri Lanka ebenfalls eingestellt wurde. Die Bahnstrecke in Sri Lanka von Madawachchiya nach Talaimannar wurde aufgegeben.

## Persönlichkeiten
- A. P. J. Abdul Kalam (1931–2015), Luftfahrt-Ingenieur und Politiker